# 500 Millas de Indianápolis de 2013
La 97.ª edición de las 500 Millas de Indianápolis se disputaron el 26 de mayo del 2013, en el Indianapolis Motor Speedway y siendo válida putuable de la IZOD IndyCar Series, y siendo el evento más importante durante la temporada. El ganador fue el piloto Brasileño Tony Kanaan, el Ganador de la Pole fue el norteamericano Ed Carpenter y el Novato destacado y debutante, fue el piloto colombiano de la Indy Lights, Carlos Muñoz quien llegó en segundo lugar, convirtiéndose en el cuarto piloto colombiano que ha disputado dicha prueba. La marca motorista ganadora fue Chevrolet.

## Programa
| Fecha   | Día       | Evento                                                            |
| ------- | --------- | ----------------------------------------------------------------- |
| Mayo 11 | Sábado    | Práctica Orientación a los Novatos                                |
| Mayo 12 | Domingo   | Práctica                                                          |
| Mayo 13 | Lunes     | Práctica Orientación a los Novatos                                |
| Mayo 14 | Martes    | Práctica                                                          |
| Mayo 15 | Miércoles | Práctica                                                          |
| Mayo 16 | Jueves    | Práctica                                                          |
| Mayo 17 | Viernes   | Práctica "Último Viernes"                                         |
| Mayo 18 | Sábado    | Primera Sesión de Clasificaciones (Día de la Pole' o Pole Day)    |
| Mayo 19 | Domingo   | Segunda Sesión de Clasificaciones Bump Day                        |
| Mayo 24 | Viernes   | Día de Carburación Carb Day (práctica final) Desafío de los Boxes |
| Mayo 26 | Domingo   | Edición 97.ª de las 500 millas de Indianapolis                    |

## Lista de inscritos
| # del coche | Piloto              | Estatus (N Novato G Ganador) | Entrada/Equipo                        | motorista     | Patrocinador                        |
| ----------- | ------------------- | ---------------------------- | ------------------------------------- | ------------- | ----------------------------------- |
| 1           | Ryan Hunter-Reay    |                              | Andretti Autosport                    | Chevrolet     | DHL                                 |
| 2           | A. J. Allmendinger  | N                            | Team Penske                           | Chevrolet     | IZOD                                |
| 3           | Hélio Castroneves   | G                            | Team Penske                           | Chevrolet     | Shell V-Power/Pennzoil Ultra        |
| 4           | J. R. Hildebrand    |                              | Panther Racing                        | Chevrolet     | National Guard/Man of Steel         |
| 5           | E. J. Viso          |                              | Team Venezuela/Andretti Autosport/HVM | Chevrolet     | PDVSA/Citgo                         |
| 6           | Sebastián Saavedra  |                              | Dragon Racing                         | Chevrolet     | TrueCar                             |
| 7           | Sébastien Bourdais  |                              | Dragon Racing                         | Chevrolet     | McAfee/Bing                         |
| 8           | Ryan Briscoe        |                              | Chip Ganassi Racing                   | Honda         | NTT DATA/Hulu                       |
| 9           | Scott Dixon         | G                            | Target Chip Ganassi Racing            | Honda         | Target                              |
| 10          | Dario Franchitti    | G                            | Target Chip Ganassi Racing            | Honda         | Target                              |
| 11          | Tony Kanaan         |                              | KV Racing Technology                  | Chevrolet     | Hydroxycut/Mouser                   |
| 12          | Will Power          |                              | Team Penske                           | Chevrolet     | Verizon                             |
| 14          | Takuma Satō         |                              | A. J. Foyt Enterprises                | Honda         | ABC Supply Co./Panasonic            |
| 15          | Graham Rahal        |                              | Rahal Letterman Lanigan Racing        | Honda         | Midas/Big O Tires                   |
| 16          | James Jakes         |                              | Rahal Letterman Lanigan Racing        | Honda         | Acorn Stairlifts                    |
| 17          | Michel Jourdain Jr. |                              | Rahal Letterman Lanigan Racing        | Honda         | Office Depot                        |
| 18          | Ana Beatriz         |                              | Dale Coyne Racing                     | Honda         | Ipiranga                            |
| 19          | Justin Wilson       |                              | Dale Coyne Racing                     | Honda         | Boy Scouts of America/Sonny's BBQ   |
| 20          | Ed Carpenter        | Ed Carpenter Racing          | Chevrolet                             | Fuzzy's Vodka |                                     |
| 21          | Josef Newgarden     |                              | Sarah Fisher Hartman Racing           | Honda         | Century 21                          |
| 22          | Oriol Servià        |                              | Panther DRR                           | Chevrolet     | Mecum Auto Auctions                 |
| 25          | Marco Andretti      |                              | Andretti Autosport                    | Chevrolet     | RC Cola                             |
| 26          | Carlos Muñoz        | N                            | Andretti Autosport                    | Chevrolet     | Electric Energy Straws/Dialy-Ser    |
| 27          | James Hinchcliffe   |                              | Andretti Autosport                    | Chevrolet     | GoDaddy.com                         |
| 41          | Conor Daly          | N                            | A. J. Foyt Enterprises                | Honda         | ABC Supply Co.                      |
| 55          | Tristan Vautier     | N                            | Schmidt Peterson Motorsports          | Honda         | Lucas Oil                           |
| 60          | Townsend Bell       |                              | Panther Racing                        | Chevrolet     | Sunoco "Turbo"                      |
| 63          | Pippa Mann          |                              | Dale Coyne Racing                     | Honda         | Cyclops Gear                        |
| 77          | Simon Pagenaud      |                              | Schmidt Hamilton Motorsports          | Honda         | Hewlett-Packard                     |
| 78          | Simona de Silvestro |                              | KV Racing Technology                  | Chevrolet     | Nuclear Energy                      |
| 81          | Katherine Legge     |                              | Schmidt Peterson Motorsports          | Honda         | Angie's List                        |
| 83          | Charlie Kimball     |                              | Chip Ganassi Racing                   | Honda         | NovoLog FlexPen                     |
| 91          | Buddy Lazier        | G                            | Lazier Partners Racing                | Chevrolet     | Advance Auto Parts                  |
| 98          | Alex Tagliani       |                              | Bryan Herta Autosport                 | Honda         | Barracuda Networks/Bowers & Wilkins |

| Icono | Significado      |
| ----- | ---------------- |
| N     | Novato           |
| G     | Ganador inscrito |

## Clasificaciones

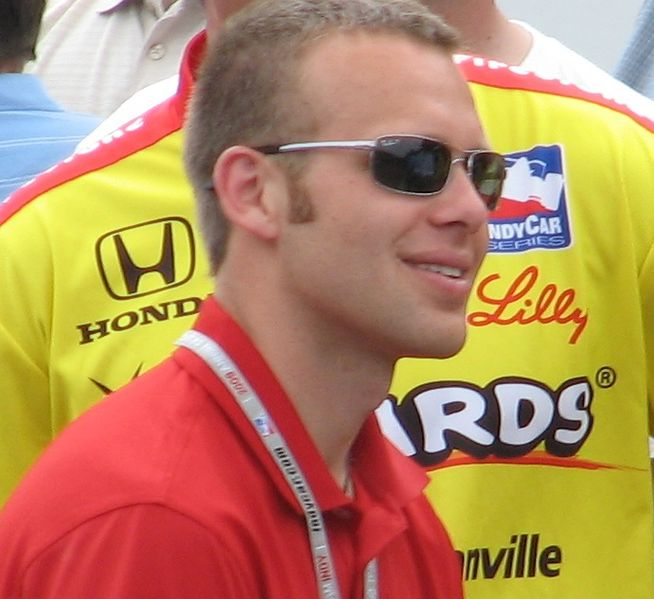
El norteamericano Ed Carpenter se adjudicó la Pole position de las 500 Millas de Indianápolis de 2013.

El formato clasificatorio se lleva a cabo en dos sesiones una semana antes de la carrera, el cual inicia con las primeras tandas de entrenamientos 1 semana antes de las clasificaciones, dos sesiones especiales para los novatos que debutan en la competencia. Los pilotos inscritos que intentan clasificarse para la carrera llevan las sesiones el día 18 y 19 de mayo en lo que se llaman a estas dos sesiones como el Pole Day y el Bump Day, de los cuales el día sábado se divide la sesión clasificatoria para definir los 9 primeros, y una segunda sesión difiniendo las posiciones 10 al 24, en las cuales todos los pilotos definen sus tiempos clasificatorios en 4 vueltas programadas para cada piloto, el cual computan un tiempo promedio que al final definirá la parrilla de salida, o las posiciones que se otorgarán para el segundo intento clasificatorio el día domingo del día del Bump Day, el cual definirá las últimas posiciones entre el 25 al 33 de los clasificados, de los cuales, los que tengan el peor tiempo no podrán hacerse al final de las sesiones ser partícipes en las primeras filas de carrera, o de la partida de la competencia.

### Pole DaySábado 18 de mayo
| Pole Day – Primer Segmento – Sábado, 18 de mayo de 2013               | Pole Day – Primer Segmento – Sábado, 18 de mayo de 2013 | Pole Day – Primer Segmento – Sábado, 18 de mayo de 2013 | Pole Day – Primer Segmento – Sábado, 18 de mayo de 2013 | Pole Day – Primer Segmento – Sábado, 18 de mayo de 2013 | Pole Day – Primer Segmento – Sábado, 18 de mayo de 2013 | Pole Day – Primer Segmento – Sábado, 18 de mayo de 2013 | Pole Day – Primer Segmento – Sábado, 18 de mayo de 2013 | Pole Day – Primer Segmento – Sábado, 18 de mayo de 2013 |
| Posición                                                              | # del coche                                             | Piloto                                                  | Equipo                                                  | Motor                                                   | Velocidad Promedio                                      | Puntos                                                  |                                                         |                                                         |
| Posiciones 1.º al 9.º lugar                                           | Posiciones 1.º al 9.º lugar                             | Posiciones 1.º al 9.º lugar                             | Posiciones 1.º al 9.º lugar                             | Posiciones 1.º al 9.º lugar                             | Posiciones 1.º al 9.º lugar                             | Posiciones 1.º al 9.º lugar                             | Posiciones 1.º al 9.º lugar                             | Posiciones 1.º al 9.º lugar                             |
| --------------------------------------------------------------------- | ------------------------------------------------------- | ------------------------------------------------------- | ------------------------------------------------------- | ------------------------------------------------------- | ------------------------------------------------------- | ------------------------------------------------------- | ------------------------------------------------------- | ------------------------------------------------------- |
| 1                                                                     | 12                                                      | Will Power                                              | Team Penske                                             | Chevrolet                                               | 228.844                                                 | –                                                       |                                                         |                                                         |
| 2                                                                     | 1                                                       | Ryan Hunter-Reay                                        | Andretti Autosport                                      | Chevrolet                                               | 228.282                                                 | –                                                       |                                                         |                                                         |
| 3                                                                     | 26                                                      | Carlos Muñoz (N)                                        | Andretti Autosport                                      | Chevrolet                                               | 228.171                                                 | –                                                       |                                                         |                                                         |
| 4                                                                     | 3                                                       | Hélio Castroneves                                       | Team Penske                                             | Chevrolet                                               | 227.975                                                 | –                                                       |                                                         |                                                         |
| 5                                                                     | 20                                                      | Ed Carpenter                                            | Ed Carpenter Racing                                     | Chevrolet                                               | 227.952                                                 | –                                                       |                                                         |                                                         |
| 6                                                                     | 25                                                      | Marco Andretti                                          | Andretti Autosport                                      | Chevrolet                                               | 227.893                                                 | –                                                       |                                                         |                                                         |
| 7                                                                     | 2                                                       | A. J. Allmendinger (N)                                  | Team Penske                                             | Chevrolet                                               | 227.761                                                 | –                                                       |                                                         |                                                         |
| 8                                                                     | 5                                                       | E. J. Viso                                              | Andretti Autosport                                      | Chevrolet                                               | 227.612                                                 | –                                                       |                                                         |                                                         |
| 9                                                                     | 27                                                      | James Hinchcliffe                                       | Andretti Autosport                                      | Chevrolet                                               | 227.493                                                 | –                                                       |                                                         |                                                         |
| Posiciones 10.º al 24.º lugar                                         |                                                         |                                                         |                                                         |                                                         |                                                         |                                                         |                                                         |                                                         |
| 10                                                                    | 4                                                       | J. R. Hildebrand                                        | Panther Racing                                          | Chevrolet                                               | 227.441                                                 | 4                                                       |                                                         |                                                         |
| 11                                                                    | 98                                                      | Alex Tagliani                                           | Barracuda Racing                                        | Honda                                                   | 227.386                                                 | 4                                                       |                                                         |                                                         |
| 12                                                                    | 11                                                      | Tony Kanaan                                             | KV Racing Technology                                    | Chevrolet                                               | 226.949                                                 | 4                                                       |                                                         |                                                         |
| 13                                                                    | 22                                                      | Oriol Servià                                            | Panther DRR                                             | Chevrolet                                               | 226.814                                                 | 4                                                       |                                                         |                                                         |
| 14                                                                    | 19                                                      | Justin Wilson                                           | Dale Coyne Racing                                       | Honda                                                   | 226.370                                                 | 4                                                       |                                                         |                                                         |
| 15                                                                    | 7                                                       | Sébastien Bourdais                                      | Dragon Racing                                           | Chevrolet                                               | 226.196                                                 | 4                                                       |                                                         |                                                         |
| 16                                                                    | 9                                                       | Scott Dixon                                             | Chip Ganassi Racing                                     | Honda                                                   | 226.158                                                 | 4                                                       |                                                         |                                                         |
| 17                                                                    | 10                                                      | Dario Franchitti                                        | Chip Ganassi Racing                                     | Honda                                                   | 226.069                                                 | 4                                                       |                                                         |                                                         |
| 18                                                                    | 14                                                      | Takuma Satō                                             | A. J. Foyt Enterprises                                  | Honda                                                   | 225.892                                                 | 4                                                       |                                                         |                                                         |
| 19                                                                    | 83                                                      | Charlie Kimball                                         | Chip Ganassi Racing                                     | Honda                                                   | 225.880                                                 | 4                                                       |                                                         |                                                         |
| 20                                                                    | 16                                                      | James Jakes                                             | Rahal Letterman Lanigan Racing                          | Honda                                                   | 225.809                                                 | 4                                                       |                                                         |                                                         |
| 21                                                                    | 77                                                      | Simon Pagenaud                                          | Schmidt Hamilton Motorsports                            | Honda                                                   | 225.674                                                 | 4                                                       |                                                         |                                                         |
| 22                                                                    | 60                                                      | Townsend Bell                                           | Panther Racing                                          | Chevrolet                                               | 225.643                                                 | 4                                                       |                                                         |                                                         |
| 23                                                                    | 8                                                       | Ryan Briscoe                                            | Chip Ganassi Racing                                     | Honda                                                   | 225.265                                                 | 4                                                       |                                                         |                                                         |
| 24                                                                    | 78                                                      | Simona de Silvestro                                     | KV Racing Technology                                    | Chevrolet                                               | 225.226                                                 | 4                                                       |                                                         |                                                         |
| Otros Intentos (tiempos no cumplidos para clasificación en el Top 10) |                                                         |                                                         |                                                         |                                                         |                                                         |                                                         |                                                         |                                                         |
|                                                                       | 21                                                      | Josef Newgarden                                         | Sarah Fisher Hartman Racing                             | Honda                                                   | 225.210                                                 |                                                         |                                                         |                                                         |
|                                                                       | 18                                                      | Ana Beatriz                                             | Dale Coyne Racing                                       | Honda                                                   | 225.117                                                 |                                                         |                                                         |                                                         |
|                                                                       | 15                                                      | Graham Rahal                                            | Rahal Letterman Lanigan Racing                          | Honda                                                   | 224.950                                                 |                                                         |                                                         |                                                         |
|                                                                       | 6                                                       | Sebastián Saavedra                                      | Dragon Racing                                           | Chevrolet                                               | 224.656                                                 |                                                         |                                                         |                                                         |
|                                                                       | 55                                                      | Tristan Vautier (N)                                     | Schmidt Peterson Motorsports                            | Honda                                                   | 224.156                                                 |                                                         |                                                         |                                                         |
|                                                                       | 91                                                      | Buddy Lazier                                            | Lazier Partners Racing                                  | Chevrolet                                               | 223.073                                                 |                                                         |                                                         |                                                         |
|                                                                       | 17                                                      | Michel Jourdain Jr.                                     | Rahal Letterman Lanigan Racing                          | Honda                                                   | 218.329                                                 |                                                         |                                                         |                                                         |
|                                                                       | 41                                                      | Conor Daly (N)                                          | A. J. Foyt Enterprises                                  | Honda                                                   | Motor apagado                                           |                                                         |                                                         |                                                         |
|                                                                       | 63                                                      | Pippa Mann                                              | Dale Coyne Racing                                       | Honda                                                   | No intentó                                              |                                                         |                                                         |                                                         |

#### Resultados primeras 9 posiciones de salida

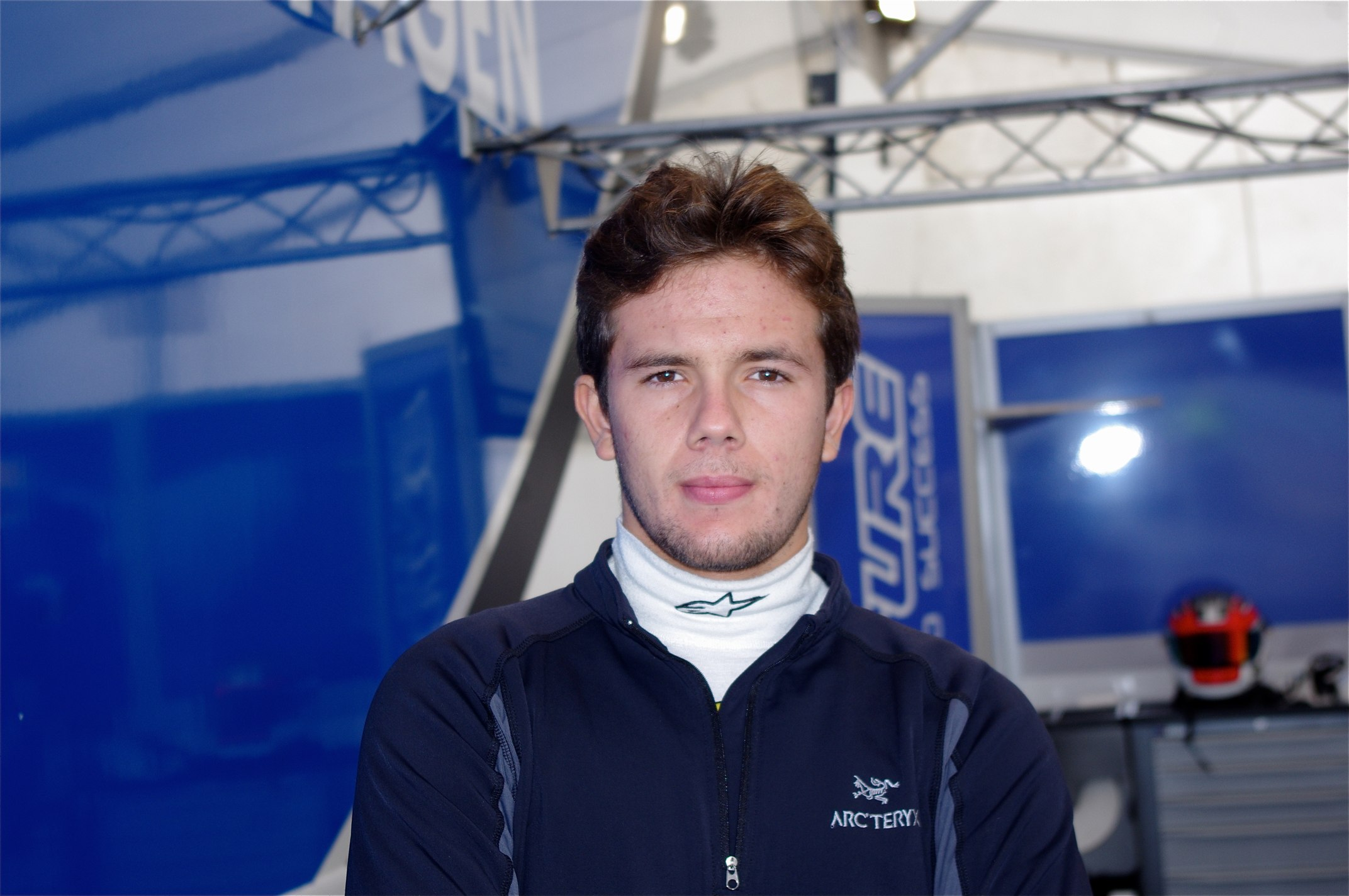
el Piloto colombiano Carlos Muñoz sorprendió en las sesiones de entrenamientos y clasificación previos a la carrera liderando primero las prácticas, y clasificándose segundo lugar, así como su destacada actuación al lograr el segundo puesto al final de la competencia, lo que el valió ser el novato de la carrera.

| 1 | 20 | Ed Carpenter           | Ed Carpenter Racing | Chevrolet | 228.762 | 15 |
| 2 | 26 | Carlos Muñoz (N)       | Andretti Autosport  | Chevrolet | 228.342 | 13 |
| 3 | 25 | Marco Andretti         | Andretti Autosport  | Chevrolet | 228.261 | 12 |
| 4 | 5  | E. J. Viso             | Andretti Autosport  | Chevrolet | 228.150 | 11 |
| 5 | 2  | A. J. Allmendinger (N) | Team Penske         | Chevrolet | 228.099 | 10 |
| 6 | 12 | Will Power             | Team Penske         | Chevrolet | 228.087 | 9  |
| 7 | 1  | Ryan Hunter-Reay       | Andretti Autosport  | Chevrolet | 227.904 | 8  |
| 8 | 3  | Hélio Castroneves      | Team Penske         | Chevrolet | 227.762 | 7  |
| 9 | 27 | James Hinchcliffe      | Andretti Autosport  | Chevrolet | 227.070 | 6  |

### Resultados delBump Daydía domingo 19 de mayo
La Sesión del Domingo define a los últimos pilotos que no lograron clasificarse en las primeras posiciones de la parrilla, es la última oportunidad de inscribirse para la carrera, en esta sesión se trata de lograr un mejor tiempo posible que define las posiciones 24 al 33.
| Bump Day – Domingo, 19 de mayo de 2013 | Bump Day – Domingo, 19 de mayo de 2013 | Bump Day – Domingo, 19 de mayo de 2013 | Bump Day – Domingo, 19 de mayo de 2013 | Bump Day – Domingo, 19 de mayo de 2013 | Bump Day – Domingo, 19 de mayo de 2013 | Bump Day – Domingo, 19 de mayo de 2013 | Bump Day – Domingo, 19 de mayo de 2013 | Bump Day – Domingo, 19 de mayo de 2013 |
| Posición                               | # del coche                            | Piloto                                 | Equipo                                 | Motor                                  | Velocidad promedio                     | Puntos                                 |                                        |                                        |
| -------------------------------------- | -------------------------------------- | -------------------------------------- | -------------------------------------- | -------------------------------------- | -------------------------------------- | -------------------------------------- | -------------------------------------- | -------------------------------------- |
| 25                                     | 21                                     | Josef Newgarden                        | Sarah Fisher Hartman Racing            | Honda                                  | 225.731                                | 3                                      |                                        |                                        |
| 26                                     | 15                                     | Graham Rahal                           | Rahal Letterman Lanigan Racing         | Honda                                  | 225.007                                | 3                                      |                                        |                                        |
| 27                                     | 6                                      | Sebastián Saavedra                     | Dragon Racing                          | Chevrolet                              | 224.929                                | 3                                      |                                        |                                        |
| 28                                     | 55                                     | Tristan Vautier (N)                    | Schmidt Peterson Motorsports           | Honda                                  | 224.873                                | 3                                      |                                        |                                        |
| 29                                     | 18                                     | Ana Beatriz                            | Dale Coyne Racing                      | Honda                                  | 224.184                                | 3                                      |                                        |                                        |
| 30                                     | 63                                     | Pippa Mann                             | Dale Coyne Racing                      | Honda                                  | 224.005                                | 3                                      |                                        |                                        |
| 31                                     | 41                                     | Conor Daly (N)                         | A. J. Foyt Enterprises                 | Honda                                  | 223.582                                | 3                                      |                                        |                                        |
| 32                                     | 91                                     | Buddy Lazier                           | Lazier Partners Racing                 | Chevrolet                              | 223.442                                | 3                                      |                                        |                                        |
| 33                                     | 81                                     | Katherine Legge                        | Schmidt Peterson Motorsports           | Honda                                  | 223.176                                | 3                                      |                                        |                                        |
| Clasificación fallida                  |                                        |                                        |                                        |                                        |                                        |                                        |                                        |                                        |
|                                        | 17                                     | Michel Jourdain Jr.                    | Rahal Letterman Lanigan Racing         | Honda                                  | No intentó clasificación               |                                        |                                        |                                        |

### Parrilla de salida
En la siguiente lista, se encuentra los resultados definitivos de los pilotos que participaron en las sesiones clasificatorias del Pole Day y el Bump Day, definidas de acuerdo a los promedios de los tiempos clasificatorios logrados:
(N) = Novato que compite para la Indianapolis 500; (G) = Ganador activo de las 500 Millas de Indianápolis
| Grilla | Adentro | Adentro             | Centro | Centro                 | Afuera | Afuera              |
| ------ | ------- | ------------------- | ------ | ---------------------- | ------ | ------------------- |
| 1      | 20      | Ed Carpenter        | 26     | Carlos Muñoz (N)       | 25     | Marco Andretti      |
| 2      | 5       | E. J. Viso          | 2      | A. J. Allmendinger (N) | 12     | Will Power          |
| 3      | 1       | Ryan Hunter-Reay    | 3      | Hélio Castroneves (G)  | 27     | James Hinchcliffe   |
| 4      | 4       | J. R. Hildebrand    | 98     | Alex Tagliani          | 11     | Tony Kanaan         |
| 5      | 22      | Oriol Servià        | 19     | Justin Wilson          | 7      | Sébastien Bourdais  |
| 6      | 9       | Scott Dixon (G)     | 10     | Dario Franchitti (G)   | 14     | Takuma Satō         |
| 7      | 83      | Charlie Kimball     | 16     | James Jakes            | 77     | Simon Pagenaud      |
| 8      | 60      | Townsend Bell       | 8      | Ryan Briscoe           | 78     | Simona de Silvestro |
| 9      | 21      | Josef Newgarden     | 15     | Graham Rahal           | 6      | Sebastián Saavedra  |
| 10     | 55      | Tristan Vautier (N) | 18     | Ana Beatriz            | 63     | Pippa Mann          |
| 11     | 41      | Conor Daly (N)      | 91     | Buddy Lazier (G)       | 81     | Katherine Legge     |

## Resumen de la carrera
Por primera vez desde 1987, varios ganadores de tres ocasiones de la carrera estuvieron en la pelea (como Franchitti y Castroneves). Sin embargo, ninguno de los pilotos terminó siendo una grave amenaza para ganar la carrera La carrera comenzó a las 12:15 p. m. Tiempo del este (hora de Estados Unidos). Ed Carpenter en la pole position, pero Marco Andretti, que comenzó en la tercera posición, inmediatamente la arrebató la 1.ª posición y tomó la delantera. Es entonces que iniciaba la competencia formalmente y las primeras vueltas comenzaron sin ningún tipo de incidentes como accidentes y banderas amarillas.

### Primera mitad de carrera
La primera bandera amarilla ondeó cuando el piloto J. R. Hildebrand golpeó el muro en la curva 1 en la cuarta vuelta de la carrera, justo después de registrar una vuelta rápida en carrera. Hildebrand que en el 2011 por poco gana las 500 Millas de Indianápolis, pero que perdió debido a un accidente en la última vuelta, y que en 2013 estaba fuera de discusión después del primer accidente. En la vuelta 27, piloto colombiano Sebastián Saavedra se golpeó contra el muro entre las curvas tres y cuatro, posteriormente, se estrelló contra la pared exterior de la curva cuatro. La piloto Pippa Mann se disculpó más tarde por el accidente en su sitio web. La primera mitad de la carrera contó con muchos cambios de líder, como por ejemplo Tony Kanaan, Carpenter, y Andretti que se intercambiaban la punta a cada momento, sin embargo, justo antes del punto medio de la carrera, A. J. Allmendinger y Kanaan tomaron la iniciativa, junto con Ryan Hunter-Reay y Andretti que iban tercer y cuarto lugar, respectivamente.

### Segunda mitad y final de la competencia

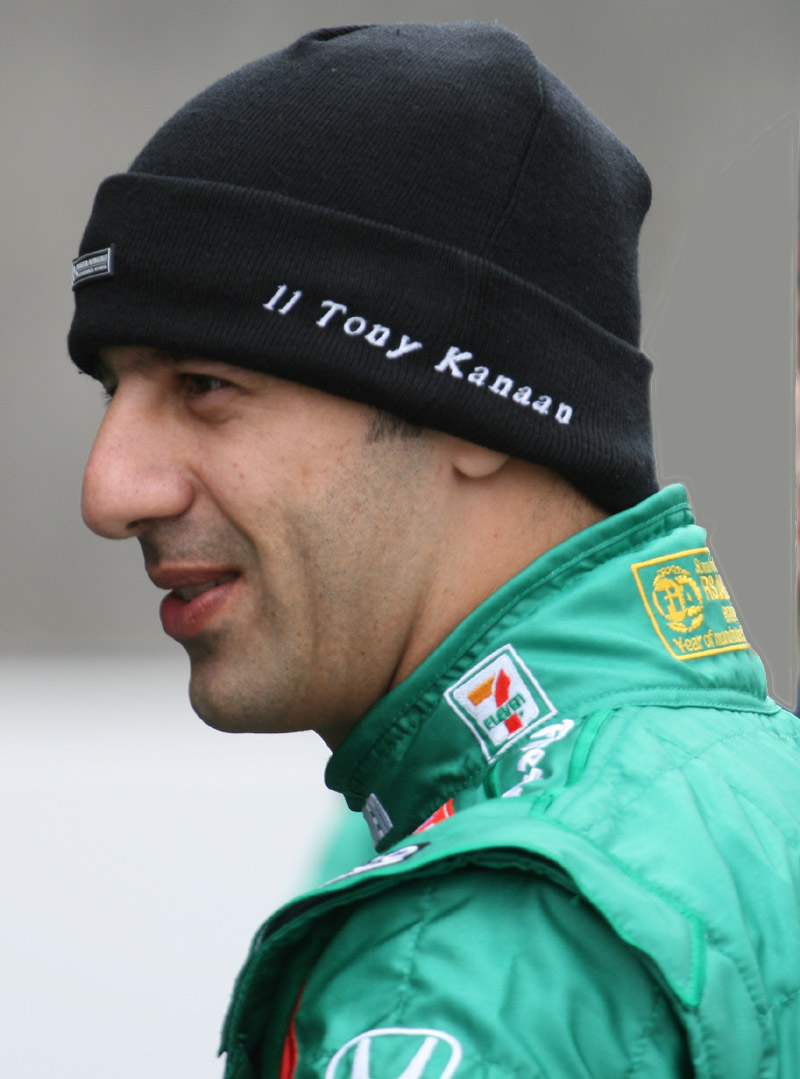
Tony Kanaan Ganador de las 500 millas de Indianapolis de 2013.

Allmendinger, a falta de 70 vueltas para el final, tuvo un incidente con de su cinturón de seguridad y se vio obligado a hacer una parada en pits para que su equipo de mecánicos puderia abrocharle el cinturón de seguridad para no perdiera la punta de carrera. El piloto Graham Rahal luego se estrelló a 13 vueltas del final, lo que conllevó la carrera a estar bajo bandera amarilla de precaución. Ryan Hunter-Reay había estado a la cabeza de carrera durante esta bandera amarilla, pero cuando terminó la precaución, Tony Kanaan, que se encontraba durante el Top Ten durante la mayor parte de la carrera, hizo que éste tuviera la iniciativa de luchar por la carrera que Hunter- Reay que en ese momento lideraba. Justo cuando Kanaan llevó en el primer turno, Dario Franchitti se estrelló con tres vueltas del final, provocando otra bandera amarilla de precaución que duraría el resto de la carrera. Bajo la bandera amarilla, Tony Kanaan estaba terminando entre los últimos 3 primeros quedando a 1/2 vuelta para ganar su primera Indy 500 que con anterioridad después de 12 intentos nunca había podido lograr, aun en la época en que había ganado el título de la serie IndyCar; el segundo puesto quedó para el destacado piloto novado debutante, el colombiano Carlos Muñoz en el segundo lugar y Ryan Hunter-Reay en la tercera posición. La carrera contó con cambios en la primera posición que cualquier otra edición de las 500 Millas de Indianápolis que haya tenido, con un 68 cambios en el liderato, superando el registro anterior de (34), establecido en 2012. Tony Kanaan dijo después de la carrera: "Yo estaba mirando las gradas, y fue increíble... Esto es, hombre. Lo hice. Finalmente van a poner mi cara fea en este trofeo".

## Resultados
Así terminó finalmente la competencia, estos fueron los resultados oficiales finales:
| Pos.                                  | No. | Piloto                 | Equipo                         | Motor     | Vueltas | Tiempos/retiros | Posición de partida | Vueltas lideradas | Puntos |
| ------------------------------------- | --- | ---------------------- | ------------------------------ | --------- | ------- | --------------- | ------------------- | ----------------- | ------ |
| 1                                     | 11  | Tony Kanaan            | KV Racing Technology           | Chevrolet | 200     | 2:40:03.4181    | 12                  | 34                | 55     |
| 2                                     | 26  | Carlos Muñoz (N)       | Andretti Autosport             | Chevrolet | 200     | + 0.1159†       | 2                   | 12                | 54     |
| 3                                     | 1   | Ryan Hunter-Reay       | Andretti Autosport             | Chevrolet | 200     | + 0.2480        | 7                   | 26                | 44     |
| 4                                     | 25  | Marco Andretti         | Andretti Autosport             | Chevrolet | 200     | + 0.3634        | 3                   | 31                | 45     |
| 5                                     | 19  | Justin Wilson          | Dale Coyne Racing              | Honda     | 200     | + 0.8138        | 14                  | 0                 | 34     |
| 6                                     | 3   | Hélio Castroneves (G)  | Team Penske                    | Chevrolet | 200     | + 3.0086        | 8                   | 1                 | 36     |
| 7                                     | 2   | A. J. Allmendinger (N) | Team Penske                    | Chevrolet | 200     | + 4.0107        | 5                   | 23                | 37     |
| 8                                     | 77  | Simon Pagenaud         | Schmidt Hamilton Motorsports   | Honda     | 200     | + 4.2609        | 21                  | 0                 | 28     |
| 9                                     | 83  | Charlie Kimball        | Chip Ganassi Racing            | Honda     | 200     | + 5.6864        | 19                  | 0                 | 26     |
| 10                                    | 20  | Ed Carpenter           | Ed Carpenter Racing            | Chevrolet | 200     | + 6.8425        | 1                   | 37                | 38     |
| 11                                    | 22  | Oriol Servià           | Panther DRR                    | Chevrolet | 200     | + 7.8633        | 13                  | 0                 | 23     |
| 12                                    | 8   | Ryan Briscoe           | Chip Ganassi Racing            | Honda     | 200     | + 8.9216        | 23                  | 0                 | 22     |
| 13                                    | 14  | Takuma Satō            | A. J. Foyt Enterprises         | Honda     | 200     | + 10.2602       | 18                  | 0                 | 21     |
| 14                                    | 9   | Scott Dixon (G)        | Chip Ganassi Racing            | Honda     | 200     | + 11.3858       | 16                  | 1                 | 21     |
| 15                                    | 18  | Ana Beatriz            | Dale Coyne Racing              | Honda     | 200     | + 12.2657       | 29                  | 0                 | 18     |
| 16                                    | 55  | Tristan Vautier (N)    | Schmidt Peterson Motorsports   | Honda     | 200     | + 15.3045       | 28                  | 0                 | 17     |
| 17                                    | 78  | Simona de Silvestro    | KV Racing Technology           | Chevrolet | 200     | + 15.7201       | 24                  | 0                 | 17     |
| 18                                    | 5   | E. J. Viso             | Andretti Autosport             | Chevrolet | 200     | + 17.8056       | 4                   | 5                 | 24     |
| 19                                    | 12  | Will Power             | Team Penske                    | Chevrolet | 200     | + 22.5403       | 6                   | 16                | 21     |
| 20                                    | 16  | James Jakes            | Rahal Letterman Lanigan Racing | Honda     | 199     | + 1 vuelta      | 20                  | 5                 | 15     |
| 21                                    | 27  | James Hinchcliffe      | Andretti Autosport             | Chevrolet | 199     | + 1 vuelta      | 9                   | 7                 | 16     |
| 22                                    | 41  | Conor Daly (N)         | A. J. Foyt Enterprises         | Honda     | 198     | + 2 vueltas     | 31                  | 0                 | 11     |
| 23                                    | 10  | Dario Franchitti (G)   | Chip Ganassi Racing            | Honda     | 197     | Accidente       | 17                  | 0                 | 11     |
| 24                                    | 98  | Alex Tagliani          | Barracuda Racing               | Honda     | 196     | + 4 vueltas     | 11                  | 1                 | 11     |
| 25                                    | 15  | Graham Rahal           | Rahal Letterman Lanigan Racing | Honda     | 193     | Accidente       | 26                  | 0                 | 8      |
| 26                                    | 81  | Katherine Legge        | Schmidt Peterson Motorsports   | Honda     | 193     | + 7 vueltas     | 33                  | 0                 | 8      |
| 27                                    | 60  | Townsend Bell          | Panther Racing                 | Chevrolet | 192     | + 8 vueltas     | 22                  | 1                 | 10     |
| 28                                    | 21  | Josef Newgarden        | Sarah Fisher Hartman Racing    | Honda     | 191     | + 9 vueltas     | 25                  | 0                 | 8      |
| 29                                    | 7   | Sébastien Bourdais     | Dragon Racing                  | Chevrolet | 178     | Accidente       | 15                  | 0                 | 9      |
| 30                                    | 63  | Pippa Mann             | Dale Coyne Racing              | Honda     | 46      | Accidente       | 30                  | 0                 | 8      |
| 31                                    | 91  | Buddy Lazier (G)       | Lazier Partners Racing         | Chevrolet | 44      | Fallo Mecánico  | 32                  | 0                 | 8      |
| 32                                    | 6   | Sebastián Saavedra     | Dragon Racing                  | Chevrolet | 34      | Accidente       | 27                  | 0                 | 8      |
| 33                                    | 4   | J. R. Hildebrand       | Panther Racing                 | Chevrolet | 3       | Accidente       | 10                  | 0                 | 9      |
| † Bajo precaución de bandera amarilla |     |                        |                                |           |         |                 |                     |                   |        |
| INFORME OFICIAL DE CARRERA            |     |                        |                                |           |         |                 |                     |                   |        |

## Estadísticas de carrera
Estos fueron los cambios que ocurrieron en competencia
- Cambios del liderato en carrera: 64 entre 14 pilotos:

| Líderes de Carrera | Líderes de Carrera | Líderes de Carrera | Líderes de Carrera |
| Vueltas            | Líder              | Vueltas            | Líder              |
| ------------------ | ------------------ | ------------------ | ------------------ |
| 1– 8               | Carpenter          | 123                | Tagliani           |
| 9                  | Kanaan             | 124                | Bell               |
| 10 – 12            | Carpenter          | 125                | Hinchcliffe        |
| 13 – 14            | Kanaan             | 126 – 130          | Andretti           |
| 15 – 16            | Andretti           | 131                | Hunter-Reay        |
| 17 – 20            | Kanaan             | 132 – 135          | Viso               |
| 21 – 22            | Andretti           | 136                | Hunter-Reay        |
| 23                 | Kanaan             | 137 – 142          | Allmendinger       |
| 24 – 26            | Andretti           | 143 – 144          | Hunter-Reay        |
| 27 – 28            | Kanaan             | 145                | Castroneves        |
| 29                 | Andretti           | 146 – 150          | Andretti           |
| 30                 | Hunter-Reay        | 151                | Hunter-Reay        |
| 31 – 32            | Power              | 152 – 154          | Muñoz              |
| 33 – 37            | Jakes              | 155                | Dixon              |
| 38 – 42            | Carpenter          | 156 – 157          | Hinchcliffe        |
| 43                 | Andretti           | 158 – 164          | Hunter-Reay        |
| 44 – 50            | Carpenter          | 165 – 167          | Allmendinger       |
| 51 – 53            | Andretti           | 168                | Andretti           |
| 54 – 58            | Carpenter          | 169                | Hunter-Reay        |
| 59 – 60            | Hunter-Reay        | 170                | Andretti           |
| 61                 | Andretti           | 171                | Hunter-Reay        |
| 62 – 63            | Hunter-Reay        | 172 – 173          | Andretti           |
| 64 – 72            | Carpenter          | 174                | Kanaan             |
| 73 – 74            | Kanaan             | 175                | Andretti           |
| 75 – 88            | Power              | 176 – 177          | Kanaan             |
| 89                 | Kanaan             | 178                | Muñoz              |
| 90                 | Viso               | 179                | Andretti           |
| 91 – 92            | Muñoz              | 180 – 184          | Muñoz              |
| 93 – 97            | Kanaan             | 185 – 188          | Hinchcliffe        |
| 98 – 111           | Allmendinger       | 189                | Kanaan             |
| 112                | Kanaan             | 190                | Hunter-Reay        |
| 113 – 114          | Andretti           | 191 – 192          | Kanaan             |
| 115 – 120          | Kanaan             | 193 – 197          | Hunter-Reay        |
| 121                | Hunter-Reay        | 198–200            | Kanaan             |
| 122                | Muñoz              |                    |                    |

| Número Total de vueltas Lideradas | Número Total de vueltas Lideradas |
| Vueltas                           | Líder                             |
| --------------------------------- | --------------------------------- |
| Ed Carpenter                      | 37                                |
| Tony Kanaan                       | 34                                |
| Marco Andretti                    | 31                                |
| Ryan Hunter-Reay                  | 26                                |
| A. J. Allmendinger                | 23                                |
| Will Power                        | 16                                |
| Carlos Muñoz                      | 12                                |
| James Hinchcliffe                 | 7                                 |
| James Jakes                       | 5                                 |
| E. J. Viso                        | 5                                 |
| Hélio Castroneves                 | 1                                 |
| Townsend Bell                     | 1                                 |
| Alex Tagliani                     | 1                                 |
| Scott Dixon                       | 1                                 |

| Banderas de Precaución: 5 de 21 vueltas | Banderas de Precaución: 5 de 21 vueltas |
| Vueltas                                 | Motivo de la precaución                 |
| --------------------------------------- | --------------------------------------- |
| 4 – 6                                   | J. R. Hildebrand chocó (curva 2)        |
| 35 – 42                                 | Sebastián Saavedra chocó (curva 4)      |
| 57 – 60                                 | Takuma Satō trompo (curva 2)            |
| 194 – 196                               | Graham Rahal chocó (curva 2)            |
| 198 – 200                               | Dario Franchitti chocó (curva 1)        |

## Datos informativos de la competencia
Numerosos registros de carrera e hitos estadísticos se establecieron en la carrera:
- La carrera tuvo un tiempo estimado de 2 horas, 40 minutos, y 3,4 segundos, a una velocidad media de 187,433 mph. Es la más rápida en la historia de Indy 500, rompiendo el récord establecido por Arie Luyendyk en 1990 de 185,981 mph. Es el cuarto mejor tiempo de competencia de la las 500 millas en la historia, solo por detrás de la carrera de 2002 en Fontana, y las pruebas de 1990 y 1993 en las comparencias de la Míchigan 500.
- Hubo 68 cambios en el liderazgo de carrera, rompiendo el récord de 34 de 2012. Hubo 14 líderes diferentes, rompiendo el récord de 12 de 1993.
- Extraoficialmente, hubo 84 cambios de líder entre 15 pilotos (contando los cambios que se ejecutaron durante las paradas a pits). Los cambios del líder y de los líderes sólo se anotan en la línea de salida/meta. Sin embargo, hubo 16 cambios adicionales provisionales del liderato en el transcurso de la carrera, y un conductor adicional, Dario Franchitti, se llevó brevemente el ámbito de salir de la zona de pits como líder en la vuelta 189.
- Un total de 26 de 33 vehículos finalizaron la competencia, igualando el récord establecido de 1911.
- Un total de 19 vehículos terminaron en la vuelta del líder, empatando el récord establecido en 2009.
- Un espacio de los 33 coches se completó un récord total de 5863 vueltas frente a un máximo de 6600 (88,8 %). Esto rompió el récord para una carrera completa de 500 millas establecido en 1993 (el antes fue de 5733 vueltas).
- Hubo un tiempo en bandera verde entre vuelta 61 a la 193 (de un total de 133 vueltas consecutivas sin precaución). Eso rompe el récord de la era moderna para la mayoría de vueltas consecutivas realizadas sin banderas de precaución. Desde que se adoptó la regla del "paquete plano" en 1979, el anterior tramo más largo de las banderas vueltas verdes se produjo en 2002 (con 74 vueltas consecutivas).
- Había sólo 21 vueltas que se corrieron bajo bandera amarilla, rompiendo el récord en la era moderna de 26 de 1990 para una carrera completa de 500 millas.
- Ganador Tony Kanaan ganó la carrera en su duodécimo intento, igualando la marca establecida por Sam Hanks (1957). Hanks había calificado 13 veces, pero no logró ganarla hasta la duodécima vez producto de que no pudo competir debido a una lesión en 1941.
- El coche con el numeral inscrito con el #11 ganó por primera vez.
- Hélio Castroneves terminó la totalidad de 500 millas sin alivio para un registro de su novena participación en la carrera. Ted Horn y A. J. Foyt lo había hecho en ocho ocasiones.
- Scott Dixon completó la totalidad de 500 millas por el sexto año consecutivo con récord de empate.
- Scott Dixon ha completado un récord de 1566 vueltas consecutivas que datan desde su debut al inicio de la competencia de 2006.
- Ed Carpenter fue el que más vueltas lideró durante la carrera con 37. Esa es la cifra más baja por el piloto que lideró la mayor cantidad de vueltas en una sola carrera. En 1996, el colombiano Roberto José Guerrero había establecido previamente la marca más baja cuando lideró la mayor cantidad de vueltas en 1996, con un total fue de 47.
- Hubo siete líderes diferentes en una porción de carrera durante siete vueltas, siendo en las vueltas 120 a la 126. Los apostantes a una marca que establecida en 1981, cuando hubo cinco líderes diferentes a lo largo de una porción de la competencia durante cinco vueltas, precisamente en las vueltas 56 a la 60.
- Por tercer año consecutivo, el liderato cambió de manos a menos de tres vueltas del final.

Fuente: Daily Trackside Report

## Resultado final
| Piloto ganador | Equipo ganador       | Motor/chasís        | Promedio de velocidad de competencia | Pole Position | Piloto destacado (novato de la carrera destacado) | Mayor número de vueltas registradas como líder |
| -------------- | -------------------- | ------------------- | ------------------------------------ | ------------- | ------------------------------------------------- | ---------------------------------------------- |
| Tony Kanaan    | KV Racing Technology | Chevrolet - Dallara | 301,644 km/h (187,433 mph)           | Ed Carpenter  | Carlos Muñoz                                      | Ed Carpenter (37/200) vueltas                  |